# Liste der Monuments historiques in Saint-André-Farivillers
Die Liste der Monuments historiques in Saint-André-Farivillers führt die Monuments historiques in der französischen Gemeinde Saint-André-Farivillers auf.

## Liste der Bauwerke
| Bezeichnung     | Beschreibung              | Standort | Kennzeichnung | Schutzstatus | Datum | Bild           |
| --------------- | ------------------------- | -------- | ------------- | ------------ | ----- | -------------- |
| Kirche St-André | Erbaut im 16. Jahrhundert | (Lage)   | PA00114997    | Inscrit      | 1992  | weitere Bilder |